# Виви (Индијана)
Виви (енгл. Vevay) град је у америчкој савезној држави Индијана.

## Демографија
По попису из 2010. године број становника је 1.683, што је 52 (-3,0%) становника мање него 2000. године.
| Група             | 2000.         | 2010.         |
| Белци             | 1.699 (97,9%) | 1.628 (96,7%) |
| Афроамериканци    | 4 (0,2%)      | 8 (0,5%)      |
| Азијати           | 2 (0,1%)      | 9 (0,5%)      |
| Хиспаноамериканци | 25 (1,4%)     | 18 (1,1%)     |
| Укупно            | 1.735         | 1.683         |